# Глебов, Дмитрий Евгеньевич
Дмитрий Евгеньевич Глебов (род. 28 октября 1898, Дубасово — 3 августа 1981) — советский военный деятель, генерал-майор артиллерии.

## Биография
Родился 28 октября 1898 года в селе Дубасовому (ныне Пензенской области России) в семье священника. Русский.
В Красной армии с 1919 года. С 1919 по 1921 год участвовал в Гражданской войне в России.
С июля 1941 года участвовал в Великой Отечественной войне в должностях начальника артиллерии дивизии, заместителя начальника артиллерии армии и командующего артиллерией 4-й гвардейской армии (с 18 июля 1942 по 17 апреля 1944 года). Получил воинское звание генерал-майора артиллерии 1 октября 1942 года. Воевал в составе Воронежского, Степного, Донского, 2-го Украинского и других фронтов. Принимал участие в Сталинградской, Корсунь-Шевченковской битвах, форсировании Днепра.
С 1946 по 1953 год начальник Киевского ордена Ленина краснознаменного артиллерийского училища имени С. М. Кирова.
Умер 3 августа 1981 года. Похоронен в Киеве на Лукьяновском военном кладбище.

## Награды
Награждён:
- ордена: Орден Ленина, 3 ордена Красного Знамени, Отечественной войны 1-й степени, Красной Звезды.
- медали: «ХХ лет РККА», «За оборону Сталинграда»[1].